# Euphyia thetydaria
Euphyia thetydaria är en fjärilsart som beskrevs av W. Warren 1908. Euphyia thetydaria ingår i släktet Euphyia och familjen mätare. Inga underarter finns listade i Catalogue of Life.